# Synema schulzi
Synema schulzi är en spindelart som beskrevs av Dahl 1907. Synema schulzi ingår i släktet Synema och familjen krabbspindlar. Inga underarter finns listade i Catalogue of Life.